# Nikos Chatzīs
Nikolaos  Chatzīs, más conocido como Nikos Chatzīs (nacido el 3 de junio de 1976 en Calamata, Grecia) es un exjugador de baloncesto griego. Con 1.96 metros de estatura, jugaba en la posición de escolta. 

## Trayectoria
Hatzis comenzó su carrera como baloncestista con el club Poseidon Kalamatas, un club griego. En 1995 se convirtió en profesional cuando se unió al club A.E.K. el cual compitió en la liga de baloncesto de Grecia. Hatzis permaneció 10 años consecutivos con A.E.K. en los cuales se convirtió en el jugador número uno del equipo, en las competiciones de la liga de Grecia, en las siguientes categorías: anotaciones, partidos jugados, asistencias, y tiros libres anotados.
En el verano de 2005, A.E.K. decidió terminar con Hatzis, y así continuó su carrera con el club griego Olympiacos. El año siguiente jugó para Panionios, volviendo en agosto de 2007 a A.E.K., tras el cambio de presidente del club. En 2009, se fue al Ilisiakos.

## Selección nacional de baloncesto
Con el equipo nacional junior griego, Hatzis ganó la medalla de oro, tanto en el campeonato FIBA Europa sub-18 de 1993 como en el campeonato mundial FIBA sub-18 de 1995. También cuenta con 69 caps y 336 puntos en la selección de baloncesto de Grecia.

## Honores y logros

### En su carrera
- 1 campeonato griego (2002)
- 2 copas griegas (2000, 2001)
- 1 Recopa de Europa de baloncesto (2000)
- All Star Game griego: (1999, 2000, 2004, 2005)

### En la selección
- Medalla de oro en el campeonato FIBA Europa sub-18 (1993)
- Medalla de oro en el campeonato mundial FIBA sub-19 (1995)